# FK 슬로보다 투즐라
FK 슬로보다 투즐라(Fudbalski Klub Sloboda Tuzla)는 투즐라를 연고로 하는 보스니아 헤르체고비나의 축구 클럽이다. 현재는 보스니아 헤르체고비나 프리미어리그에 참가하고 있다.

## 성적
- 보스니아 헤르체고비나 프리미어리그 우승 1회 (2015-16)
- 보스니아 헤르체고비나 연방 1부 리그 우승 1회 (2013-14)
- 보스니아 헤르체고비나컵 준우승 5회 (1995-96, 1999-2000, 2007-08, 2008-09, 2015-16)

## 선수 명단

### 현역
- 사이드 후세이노비치(2006 ~ 2008, 2018 ~ 2019, 2020 ~ )
- 니콜라 코마제츠(2022 ~ )
- 부크 부키체비치

## 역대 감독
| 감독                  | 임기 |
| --------------------- | ---- |
| 미로슬라브 블라제비치 | 2014 |
| 다니옐 프라니치       | 2023 |

틀:FK 슬로보다 투즐라 선수 명단